# Jouvanca Jean-Baptiste
Jouvanca Jean-Baptiste (Bronx, Nueva York, 26 de septiembre de 1979-Hollywood, Florida, 12 de septiembre de 2017) fue una soprano estadounidense de origen haitiano fallecida trágicamente a los 38 años.

## Biografía
Nacida en el Bronx de padres originarios de Haití, residieron en Miami, Florida desde 1989; estudió violín antes de dedicarse al canto.
Fue artista residente de la Opera de San José, California donde cantó Marguerite en Faust, Violetta Valéry en La traviata, Nedda en Pagliacci, Mimi en La bohème, Tosca y Anna Karenina en la ópera de David Carlson. En 2012-13 fue The Mother en Amahl and the Night Visitors y Noye's Fludde de Benjamin Britten y Athena en The Head of Medusa de Michael Ross.
Cantó el ciclo Beyond Silence of Sorrow de Roberto Sierra en Palo Alto y en 2013-14 fue Tosca y Anna en Nabucco con Florida Grand Opera dirigida por Ramon Tebar.
En la temporada 2016 realizó una gira cantando el papel de Serena en la ópera Porgy and Bess con el New York Harlem C. en Semperoper de Dresde, Hamburgische Staatsoper y la Alte Oper Frankfurt.
Jean-Baptiste falleció de una caída en su residencia, sobrevivió a la caída su hija Josephine de dos meses de edad.